# Helenodes
Helenodes é um gênero de mariposa pertencente à família Acrolepiidae.